# Gorice a Gradiška
Okněžněné hrabství Gorice a Gradiška (německy Gefürstete Grafschaft Görz und Gradisca, italsky Principesca Contea di Gorizia e Gradisca, slovinsky Poknežena grofija Goriška in Gradiščanska, furlansky Gurize e Gardiscje) je historické hrabství o rozloze 2 918 km², dnes rozdělené mezi Slovinsko, k němuž patří většina území, a Itálii, k níž náleží menší jihozápadní část území; italská část je součástí autonomní oblasti Furlansko-Julské Benátsko (Friuli-Venezia Giulia).

## Dějiny
Název území byl odvozen od měst Gorice (italsky Gorizia) a Gradišky (italsky Gradisca d'Isonzo). Do roku 1918 tvořil region pod oficiálním názvem Okněžněné hrabství Gorice a Gradiška (německy Gefürstete Grafschaft Görz und Gradisca) korunní zemi Rakouska-Uherska. Disponovala zemskou samosprávou, jejímž nejvyšším orgánem byl zemský sněm Gorice a Gradišky. Z hlediska státní správy ovšem byla součástí provincie Rakouské přímoří (Österreichisches Küstenland), v níž se dále nalézaly i další dvě korunní země: Terst a Markrabství Istrie se společným místodržícím.
Metropolí regionu bylo město Gorice.

## Správní a soudní členění

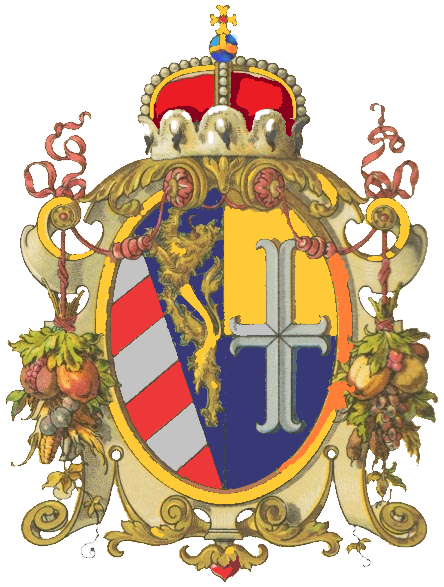
Velký znak Okněžněného hrabství Gorice a Gradišky od H. G. Ströhla

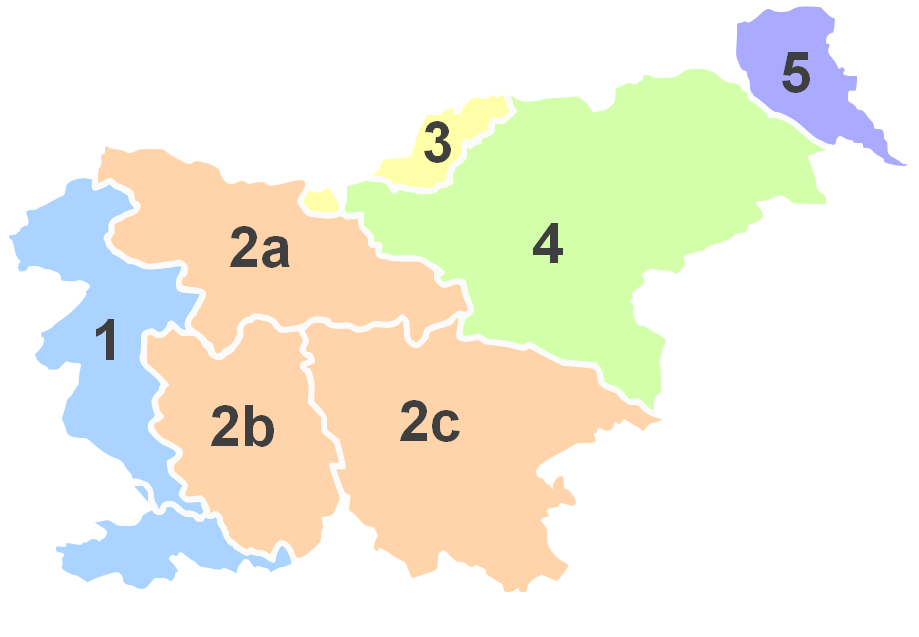
Historická území Slovinska:
1 Přímoří; Kraňsko: 2a Horní Kraňsko
2b Vnitřní Kraňsko, 2c Dolní Kraňsko
3 Korutany; 4 Dolní Štýrsko; 5 Zámuří

Gorice a Gradiška se členila na 5 politických okresů a statutární město Gorice:

### politické okresy a statutární město
- město Gorice (německy Görz Stadt, italsky Gorizia città, slovinsky Gorica mesto)
- Gorice-venkov (německy Görz Land, italsky Gorizia Campagna, slovinsky Gorica-dežela)
- Gradiška (německy Gradisca, italsky Gradisca d'Isonzo, slovinsky Gradišče ob Soči)
- Monfalcone (německy Neumarktl, slovinsky Tržič)
- Sežana (německy a italsky Sesana)
- Tolmin (německy Tolmein, italsky Tolmino)

### soudní okresy
- politický okres Gorice-venkov a město Gorice:
  - Gorice
  - Kanal ob Soči (italsky Canale d'Isonzo, německy Kanalburg)
  - Ajdovščina (italsky Aidussina, německy Haidenschaft)

- politický okres Gradiška:
  - Gradiška
  - Cormons (slovinsky Krmin)

- politický okres Monfalcone:
  - Monfalcone
  - Cervignano (furlansky Çarvingan, slovinsky Červinjan)

- politický okres Sežana:
  - Sežana
  - Komen (italsky a německy Comeno)

- politický okres Tolmin:
  - Tolmin
  - Kobarid (italsky Caporetto, německy Karfreit)
  - Bovec (italsky Plezzo, německy Flitsch)
  - Cerkno (italsky Circhina, německy Kirchheim)